# Xã Brandenburg, Quận Richland, Bắc Dakota
Xã Brandenburg (tiếng Anh: Brandenburg Township) là một xã thuộc quận Richland, tiểu bang Bắc Dakota, Hoa Kỳ. Năm 2010, dân số của xã này là 102 người.